# Twin Bridges (Montana)
Twin Bridges es un pueblo ubicado en el condado de Madison en el estado estadounidense de Montana. En el Censo de 2010 tenía una población de 375 habitantes y una densidad poblacional de 151,45 personas por km².

## Geografía
Twin Bridges se encuentra ubicado en las coordenadas 45°32′34″N 112°20′1″O / 45.54278, -112.33361. Según la Oficina del Censo de los Estados Unidos, Twin Bridges tiene una superficie total de 2.48 km², de la cual 2.48 km² corresponden a tierra firme y (0%) 0 km² es agua.

## Demografía
Según el censo de 2010, había 375 personas residiendo en Twin Bridges. La densidad de población era de 151,45 hab./km². De los 375 habitantes, Twin Bridges estaba compuesto por el 96% blancos, el 0.53% eran afroamericanos, el 0.53% eran amerindios, el 0% eran asiáticos, el 0% eran isleños del Pacífico, el 0.8% eran de otras razas y el 2.13% pertenecían a dos o más razas. Del total de la población el 2.93% eran hispanos o latinos de cualquier raza.